# بطولة تونس للكرة الطائرة للرجال 1981-1982
بطولة تونس للكرة الطائرة للرجال 1981-1982 هو الموسم رقم 27 من بطولة تونس للكرة الطائرة للرجال.

فاز بهذا الموسم النادي الرياضي الصفاقسي.

## روابط خارجية
- الموقع الرسمي للجامعة التونسية للكرة الطائرة.